# Lijst van vlaggen van Oekraïne
Dit is een lijst van vlaggen van Oekraïne.

## Nationale vlag (perFIAV-codering)

verticale vlag

|          | Civiele vlag | Staatsvlag | Oorlogsvlag |
| -------- | ------------ | ---------- | ----------- |
| Te land  | · ?          | · ?        | · ?         |
| Te water | · ?          | · ?        | · ?         |

## Vlaggen van bestuurders
| Vlag                                   | Periode      | Functie                                | Beschrijving |
| -------------------------------------- | ------------ | -------------------------------------- | --- |
| Standaard van de Oekraïense president. | 1999 - heden | Standaard van de Oekraïense president. | Een gouden weergave van het Oekraïense embleem op een blauwe vierkante vlag met gouden versierselen aan de rand. |

## Militaire vlaggen
De oorlogsvlag is reeds in de eerste tabel vermeld.
| Vlag                              | Periode      | Functie                           | Beschrijving                                               |
| --------------------------------- | ------------ | --------------------------------- | ---------------------------------------------------------- |
| Vlag van de Oekraïense Landmacht. | 1999 - heden | Vlag van de Oekraïense Landmacht. | Een roze vlag met het embleem van de Oekraïense landmacht. |